# Kibungo Juu
Kibungo Juu è una circoscrizione rurale (rural ward) della Tanzania situata nel distretto rurale di Morogoro, regione di Morogoro. Conta una popolazione di 6 304 abitanti (censimento 2012).